# Violet Barungi
Violet Barungi, née le 18 décembre 1943 dans le district de Mbarara, maintenant district d'Ibanda, à l'ouest de l'Ouganda, est une écrivaine et éditrice  ougandaise. 

## Biographie
Violet Barungi étudie à l'école secondaire de Bweranyangi et au lycée de Gayaza, et ensuite à l'université Makerere de Kampala, où elle obtient une licence d'histoire.

### Activités éditoriales
Elle travaille au bureau de la Littérature de l'Est africain (1972-1977), puis au bureau du livre et de la littérature ougandais (1978-1994).
Elle est membre fondateur et éditrice des éditions Femrite, de 1997 jusqu'à son départ à la retraite en 2007,,. Elle y dirige plusieurs publications, notamment le roman Cassandra. Elle continue après sa retraite à participer à l'édition de plusieurs livres publiés par Femrite.

### Écrivaine
Violet Barungi commence à écrire alors qu'elle est encore étudiante. Son premier texte, Kefa Kazana, a été publié dans un recueil de nouvelles intitulé L'Origine-Orient, Afrique, édité par David Cook, et il est diffusé sur la BBC en 1964. Elle écrit également une pièce de théâtre, Over My Dead Body, qui remporte le prix dramaturgique du British Council pour l'Afrique et Le Moyen-Orient, en 1997. Cette pièce a été repris dans le recueil African Women Playwrights.
Elle publie également des romans, The Shadow and the Substance (1998), Cassandra (1999), ainsi que des nouvelles pour enfants, notamment Tit for Tat and other stories (1997), The Promise (2002), Our Cousins From Abroad (2003) et The Boy Who Became King (2004). The Award-winner est une pièce de théâtre inédite, écrite pour célébrer les créations des femmes dans le nouveau millénaire. Elle écrit une autre pièce de théâtre, The Bleeding Heart, également inédite, créée dans la perspective d'une radiodiffusion.
Ses livres portent principalement sur les relations humaines, les questions de genre et l'éducation des filles. Over My Dead Body a été inspiré par sa profonde préoccupation pour les filles qui subissent des mariages forcés avant la fin de leurs études, et se retrouvent très démunies si le mariage est un échec.

## Vie privée
Violet Barungi est mariée et mère de six enfants.

## Publications

### Romans
- Cassandra, Femrite Publications, 1999  (ISBN 9789970901043).
- The Shadow and the Substance, Lake Publishers and Enterprises, 1998.

### Livres pour enfants
- Change of Heart, Oxford University Press, 2011 (ISBN 978-0-19-573689-2)
- Hope Restored, Oxford University Press, 2008
- Wanda Asks Questions, Macmillan Publishers, Uganda, 2009
- A Lucky Escape, Macmillan Publishers, Uganda, 2009 (ISBN 978-0-230-53313-4)
- Jena Breaks a Promise, Macmillan Publishers, Uganda, 2009 (ISBN 978-0-230-53318-9)
- The Baby in the Forest, Uganda Children's Writers and Illustrators Association, 2009 (OCLC 898421250)
- Our Cousins from Abroad (a modern short story for children), Uganda Children's Writers and Illustrators Association, 2003
- The Boy who Became King, Uganda Children's Writers and Illustrators Association, 2003 avec Rose Rwakasisi
- The promise, Uganda Children's Writers and Illustrators Association, 2002 avec Rose Rwakasisi
- Tit for Tat, 1998

### Nouvelles
- Impenetrable Barriers, in Butterfly Wings (an anthology of short stories, 2010). Critical, Cultural and Communication Press. 2010.  (ISBN 9789970700219).
- Afraid of my love, in Violet Barungi (éd.) Talking Tales. Femrite Publications, 2009  (ISBN 9789970700219).
- Jago Goes to School, in Children Read Everywhere, an anthology of short stories for children edited by Betten and Resch 2002 and published in Germany, 2003.
- "The Last One to Know ", in Karooro Okurut, ed. (1998). A Woman's Voice. Femrite Publications.  (ISBN 9789970901036).

### Pièces de théâtre
- "Over My Dead Body" in Kathy A. Perkins, ed. (2008). African Women Playwrights. University of Illinois Press.  (ISBN 978-0252075735).
- The Bleeding Heart, pièce radiodiffusée, inédite.
- The Award-Winner, 2000, inédite.

### Direction d'ouvrages
- Pumpkin Seeds And Other Gifts : Stories from the FEMRITE Regional Writers Residency, 2008, Femrite Publications, 2009 (ISBN 978-9970-700-22-6)
- Talking Tales, Femrite Publications, 2009, 193 p. (ISBN 978-9970-700-21-9, lire en ligne)
- Beyond the Dance : Voices of women on female genital mutilation, Femrite Publications, 2009, 157 p. (ISBN 978-9970-700-19-6, lire en ligne)
- Farming Ashes : Tales of Agony and Resilience, Femrite Publications, 2009, 106 p. (ISBN 978-9970-700-20-2, lire en ligne)
- DARE TO SAY : 5 testimonies by Ugandan women living positively with HIV/AIDS, Femrite Publications, 2007 (ISBN 978-960-208-890-6)
- (en) Gifts of Harvest, Kampala, Uganda, Femrite Publications, 2006, 156 p. (ISBN 978-9970-700-04-2)
- In Their Own Words : The First Ten Years of FEMRITE, Femrite Publications, 2006
- Tears of Hope : A Collection of Short Stories by Ugandan Rural Women, Femrite Publications, 2002, 171 p. (ISBN 978-9970-700-02-8)
- Words from a granary : An Anthology of Short Stories, Femrite Publications, 2001, 95 p. (ISBN 978-9970-700-01-1)
- A Woman's Voice : An Anthology of Short Stories, Femrite Publications, 1998, 100 p. (ISBN 978-9970-9010-3-6)